# غوانلو (سيد جمال الدين)
غوانلو (بالفارسية: گوانلو) هي قرية تقع في إيران في قسم سید جمال الدین الريفي. يقدر عدد سكانها بـ 44 نسمة بحسب إحصاء 2016.